# 38
Năm 38 là một năm trong lịch Julius. 